# Sven Forssman
Sven Forssman (Gotemburgo, 12 de setembro de 1882 — Gotemburgo, 1 de março de 1919) foi um ginasta sueco que competiu em provas de ginástica artística.
Forssman é o detentor de uma medalha olímpica, conquistada na edição britânica, os Jogos de Londres, em 1908. Nesta ocasião, competiu como ginasta na prova coletiva. Ao lado de outros 37 companheiros, conquistou a medalha de ouro, após superar as nações da Noruega e da Finlândia.